# SpotPass і StreetPass
SpotPass і StreetPass — це системи зв'язку, які вперше були представлені в Nintendo 3DS, а перша згодом була включена в домашню ігрову консоль Wii U. SpotPass доставляв контент через Інтернет, тоді як StreetPass використовує локальну функцію Wi-Fi для обміну даними між системами 3DS.

## SpotPass
SpotPass — це онлайн-система фонового підключення для Nintendo 3DS і Wii U, подібна до системи WiiConnect24 для Wii, яка могла автоматично шукати та підключатися до вузлів бездротової мережі, наприклад точок доступу Wi-Fi, надсилаючи та завантажуючи інформацію у фоновому режимі, коли вона перебувала в режимі сну, під час гри чи запуску програми. ЇЇ можна налаштувати відповідно до вподобань користувача, включаючи повну відмову від неї для вибраного програмного забезпечення.

### Nintendo 3DS
Повне підключення Wi-Fi вимагає належного підключення Nintendo 3DS до з'єднання Wi-Fi через налаштування, але SpotPass можна отримати автоматично та пасивно. Коли від SpotPass надходять нові дані, а система перебуває в режимі сну, світлодіод сповіщень системи світиться синім і залишатиметься синім, доки система не буде виведена з режиму сну. Коли дані SpotPass отримані, коли система не перебуває в сплячому режимі, світлодіод сповіщень кілька разів блимне блакитним світлом, перш ніж знову вимкнеться. Під час Game Developers Conference у 2011 році президент Nintendo of America Реджі Філс-Ейм оголосив про партнерство з AT&T, щоб забезпечити доступ до точок доступу AT&T через Nintendo 3DS. Користувачі можуть підключатися до цих точок доступу автоматично та безкоштовно. SpotPass також використовує сертифіковані точки доступу для доступу до програми під назвою Nintendo Zone. У програмі Nintendo Zone користувачі можуть переглядати трейлери ігор, скріншоти ігор та інформацію про поточні та майбутні ігри Nintendo 3DS. Після виходу з точки доступу, хоча програма залишається в системі Nintendo 3DS, гравець не може отримати до неї доступ.

### Wii U
Подібно до більш виразної мобільної функції SpotPass у Nintendo 3DS, функція SpotPass на Wii U дозволяла системі автоматично завантажувати доступний вміст через Інтернет у фоновому режимі, коли система використовується або перебуває в режимі сну. Коли система щось передає в режимі сну, індикатор системи світиться помаранчевим. Контент, який можна завантажити через SpotPass, включає повне завантаження ігор і програм, оновлення прошивки, виправлення та певний вміст у грі. Вміст, який завантажується, можна переглянути в диспетчері завантажень, доступ до якого здійснюється через головне меню Wii U.

### Припинення
4 жовтня 2023 року Nintendo оголосила, що сервіс SpotPass буде припинено у квітні 2024 року. Пізніше було виявлено, що це станеться 8 квітня 2024 року з часом вимкнення о 17:00 за тихоокеанським літнім часом у оновленні оригінального оголошення. SpotPass було припинено, як і було заплановано, у точну дату та час, зазначені в оновленому повідомленні, припиняючи всі функції обміну даними в Інтернеті та зв'язку для систем 3DS і Wii U.

## StreetPass
StreetPass — це функція для Nintendo 3DS, яка дозволяє здійснювати пасивний зв'язок між системами Nintendo 3DS, які знаходяться поблизу, наприклад, обмін аватарами Mii у програмі StreetPass Mii Plaza та іншими ігровими даними. Подібно до SpotPass у Nintendo 3DS, коли нові дані отримані від StreetPass і система перебуває в режимі сну, світлодіод сповіщень системи світиться зеленим і залишатиметься зеленим, доки система не буде виведена з режиму сну; коли дані StreetPass отримані, коли система не перебуває в сплячому режимі, світлодіод сповіщень кілька разів блимне зеленим, перш ніж знову вимкнеться.
StreetPass дозволяє користувачам обмінюватися програмним вмістом із вибраних ігор, у які вони грають на їхній системі, незалежно від того, яке програмне забезпечення зараз встановлено на консолі. Функціональність StreetPass має бути активована для кожної частини сумісного програмного забезпечення та може бути вимкнена за допомогою батьківського контролю. Наразі спільний вміст зберігається в одному з дванадцяти «слотів даних» на консолі. Використовуючи цей слот даних, користувачі Nintendo 3DS можуть легко ділитися та обмінюватися вмістом для кількох ігор одночасно, коли вони підключені. Використовуючи фонове підключення консолі, Nintendo 3DS у сплячому режимі може автоматично виявляти інші системи Nintendo 3DS у межах досяжності, встановлювати з'єднання та обмінюватися вмістом для ігор, у які грають разом, — усе прозоро та без введення даних користувача. Наприклад, у Rhythm Heaven Megamix, якщо користувач проходить повз когось із тим самим програмним забезпеченням, він візьме участь у дуелі. Кожна гра може містити лише певну кількість обмінів StreetPass, тому гравець повинен перевірити своє ігрове програмне забезпечення, перш ніж можна буде здійснити додаткові обміни (наприклад, StreetPass Mii Plaza може містити лише десять відвідувачів одночасно).
Торгові марки припустили, що ця функція буде названа «CrossPass», але 29 вересня 2010 року під час конференції Nintendo World було підтверджено, що назва служби — StreetPass.
Незважаючи на припинення онлайн-сервісів для 3DS і Wii U 8 квітня 2024 року (що включало SpotPass), StreetPass продовжує функціонувати як зазвичай, оскільки використовує локальний зв'язок замість онлайн-зв'язку, як у SpotPass. Однак у деяких іграх із підтримкою StreetPass, які мали функції онлайн-спілкування, як-от StreetPass Mii Plaza, онлайн-можливості не працюватимуть, оскільки для них потрібна функція SpotPass, яку вже припинено.

### StreetPass Mii Plaza
StreetPass Mii Plaza — це вбудована програма, яка входить до кожного пристрою сімейства Nintendo 3DS і є основною програмою для інтерактивності StreetPass. Тут гравці можуть налаштувати свого Mii, щоб він з'являвся на інших пристроях 3DS, з якими він стикається через StreetPass. До десяти Mii можна перемістити на площу за раз і взяти участь у різноманітних міні-іграх. Дві міні-ігри, Puzzle Swap і StreetPass Quest, включені в стандартну комплектацію, а також одинадцять додаткових ігор; StreetPass Squad, StreetPass Garden, StreetPass Battle, StreetPass Mansion, Ultimate Angler, Battleground Z, Slot Car Rivals, StreetPass Trader (EUR), StreetPass Chef, Ninja Launcher і Mii Trek можна було придбати окремо. Усі ігри дозволяють гравцям використовувати «Play Coins», щоб змусити спеціальних Mii грати в ігри. У більшості ігор «Play Coin» Mii — це коти чи собаки, які просто мають тіло Mii і можуть мати будь-який колір, стать або тип тіла, як звичайний Mii.

### StreetPass Relay
StreetPass Relay було оголошено під час брифінгу аналітиків на E3 2013, де Nintendo оголосила, що створює тисячі нових станцій StreetPass Relay у Сполучених Штатах і Європі. Nintendo планувала перетворити понад 29 000 точок доступу Wi-Fi на ретранслятори в США, а в Європі — приблизно 30 000. За допомогою цієї мережі Nintendo мала на меті значно покращити функціональність 3DS і дозволити гравцям знаходити більше Mii у StreetPass Mii Plaza. Воно створювалось на основі хмарних технологій Hbase, Puppet, fluentd і Amazon Web Services.
Пункти ретрансляції StreetPass були розташовані в Nintendo Zone по всьому США. Коли користувач Nintendo 3DS наближався до точки ретрансляції StreetPass, він автоматично пересилав його дані StreetPass на сервери Nintendo, які тимчасово зберігали їх, щоб передати їх наступному користувачеві Nintendo 3DS, який проходив би ту саму точку ретрансляції. Сервери Nintendo відстежували кожну точку ретрансляції за MAC-адресою. Точки ретрансляції StreetPass підтримували дані StreetPass для різних ігор кожного разу, коли повз проходить користувач Nintendo 3DS. Це означало, що користувач міг отримати дані StreetPass для кількох ігор одночасно.
28 березня 2018 року StreetPass Relay було закрито.

## Нотатки
1. ↑  SpotPass (яп. いつの間に通信, Itsunomani Tsūshin, lit. Непомітне спілкування)
2. ↑  StreetPass (яп. すれちがい通信, Surechigai Tsūshin, lit. Проходячи повз спілкування)